# 올레타 애덤스
올레타 애덤스(영어: Oleta Adams, 1953년 5월 4일 ~ )는 미국의 싱어송라이터이자 피아니스트이다.
티어스 포 피어스의 객원 보컬 겸 피아니스트로 활동하며 주목을 받았고, 이후 1992년 제34회 그래미 어워드에서 최우수 여성 팝 보컬상 후보에 오르는 등 솔로 활동을 꾸준히 이어가고 있다.

## 이력
1980년대 초 자작 음반을 2개 내면서 활동을 시작했으나 큰 성공은 거두지 못하다가, 1985년 캔자스시티의 호텔에서 연주 중 저명한 뉴 웨이브 밴드 티어스 포 피어스의 눈에 띄었다. 2년 뒤 티어스 포 피어스의 3집 《The Seeds of Love》의 작업에 객원 보컬 겸 피아니스트로 참여하게 되었고, 〈Woman in Chains〉에서의 올레타의 노래는 특히 호평을 받았다.
그녀는 티어스 포 피어스의 세계 순회공연에도 활발히 참여하였고, 1990년부터는 솔로 활동을 재개하게 되었다. 이 해 발표한 올레타의 3집 《Circle of One》에는 티어스 포 피어스의 롤랜드 오자발이 프로듀서로 참여하여 작업을 도왔다.